# مارجاريته بوهمه
مارجاريته بوهمه (بالألمانية: Margarete Böhme)‏ هي كاتبة سيناريو وصحفية وكاتِبة ألمانية، ولدت في 8 مايو 1867 في هوسوم في ألمانيا، وتوفيت في 23 مايو 1939 في Othmarschen ‏ في ألمانيا.

## وصلات خارجية
- مارجاريته بوهمه على موقع IMDb (الإنجليزية)
- مارجاريته بوهمه على موقع ألو سيني (الفرنسية)
- مارجاريته بوهمه على موقع قاعدة بيانات الفيلم (الإنجليزية)
- مارجاريته بوهمه على موقع كينوبويسك (الروسية)